# عثمان اسماعیلی
عثمان اسماعیلی (۱۳۳۶ در سقز - ) فعال سیاسی کارگری و زندانی سیاسی اهل استان کردستان است که به دلیل گرایش‌های سیاسی و انجام سخنرانی‌های مختلف در حمایت از حقوق کارگران بارها به زندان و حبس محکوم شده‌است.

## زندگی
اسماعیلی در سال ۱۳۳۶ در شهر سقز در استان کردستان در خانواده‌ای کارگری به دنیا آمده و بزرگ شد. او تحصیلات ابتدایی خود را در همین شهر گذراند. در طول سال‌های زندگی منبع کار و درآمد او از کارهای ساختمانی و نقاشی ساختمان تأمین می‌شده‌است. وی در سال ۱۳۶۵ به سبب فعالیت‌های خود به ۲۵ سال تبعید به کرمان محکوم شد و پس از گذراندن این مدت به سقز بازگشت.
در دهۀ ۱۳۸۰ با توجه به شرایط زندگی و کاری خود و مشکلات کارگران در دستیابی به حقوق قانونی خود، به همراه محمود صالحی در اصناف و اتحادیه‌های کارگری منطقۀ سقز و کردستان مشارکت فعال داشته و سعی در تقویت و منسجم نمودن مبارزات کارگران نموده‌است.

## بازداشت و زندان
اسماعیلی در طول سال‌های فعالیت کاری و سیاسی خود چندین بار به دلایل مختلف مانند مشارکت در جلسات یا سخنرانی‌های معترضانه، بازداشت و روانه زندان شد. او به دلیل گرایش سیاسی چپ مورد اتهام نهادهای امنیتی جمهوری اسلامی قرار داشته و در سال‌های ۱۳۶۵، ۱۳۹۲، ۱۳۹۴، ۱۳۹۶، ۱۴۰۰، ۱۴۰۱ و ۱۴۰۲ به دلایل مختلف سیاسی بازداشت و به تبعید و حبس محکوم شده‌است.
عثمان اسماعیلی در ۱۰ اردیبهشت سال ۱۴۰۱ و در آستانۀ روز جهانی کارگر توسط نیروهای امنیتی در سقز، پس از تفتیش منزل بازداشت و سپس با قرار وثیقه ۱۴۰ میلیون تومانی آزاد شد. او در سال ۱۳۹۴ نیز از سوی نیروهای وزارت اطلاعات بازداشت شده و ۱۲ روز را در سلول انفرادی گذرانده بود. سپس او را با سپردن وثیقۀ ۷۲ میلیون تومانی آزاد کردند. او در آبان ۱۳۹۴ توسط شعبۀ اول دادگاه انقلاب شهر سقز با اتهام شرکت در مراسم روز جهانی کارگر، محاکمه و به یک سال حبس محکوم شد که دادگاه تجدید نظر حکم او را به دو ماه حبس تقلیل داد.

### دستگیری پس از خاکسپاری مهسا امینی
در جریان خیزش ۱۴۰۱ ایران عثمان اسماعیلی به دلیل شرکت در مراسم خاکسپاری مهسا امینی و سخنرانی در این مراسم بازداشت و به حبس محکوم شد. او بهمن ماه ۱۴۰۱ بدون ارائه حکم قضایی توسط نیروهای حکومتی بازداشت و جهت بازجویی به یکی از بازداشتگاه‌های امنیتی در شهر سنندج منتقل و سپس اردیبهشت ماه ۱۴۰۲ با تودیع وثیقه سنگین یک میلیارد تومانی به صورت موقت تا پایان مراحل دادرسی از زندان سقز آزاد شد.
او در شعبۀ اول دادگاه انقلاب سقز به ۴۰ ماه حبس محکوم شد که بعدها دادگاه با وجود جهات تخفیف مندرج در ماده ۳۷ قانون مجازات اسلامی و مادۀ ۶ قانون کاهش مجازات حبس تعزیری مصوب سال ۱۳۹۹ ناظر بر مادۀ ۳۷ قانون مجازات اسلامی مصوب سال ۱۳۹۲ مجازات حبس اشد مذکور را به ۱۶ ماه حبس تعزیری تخفیف داد. وی در روز ۸ آبان ۱۴۰۲ در صفحۀ اینستاگرام خود اعلام کرد که دیوان عالی کشور حکم ۱۶ ماه زندان وی را که از سوی دادگاه انقلاب اسلامی سقز به اتهام عضویت در کومله و حزب کمونیست ایران صادر شده‌بود تأیید کرده‌است. او این اتهامات را رد کرده و به حکم خود اعتراض کرده‌بود.

### بایکوت رسانه‌ای
برخی رسانه‌های کارگری مدعی‌اند که عثمان اسماعیلی، فعالیت‌ها و اخبار مربوط به حبس‌های او به دلیل گرایش‌های کارگری و دفاع از حقوق کارگران در سال‌های گذشته از طرف رسانه‌های خارج و داخل ایران مورد بایکوت قرار گرفته‌است. با این وجود این بایکوت پس از اتفاقات و اعتراضات سال ۱۴۰۱ ایران و کشته شدن مهسا امینی شکسته شده‌است.

## وضعیت جسمانی در زندان
کمپین دفاع از عثمان اسماعیلی اعلام کرد که وی علاوه بر بیماری‌های قلبی، آسم شدید و روماتیسم به بیمارش فتق اینگواینال نیز مبتلا شده‌است. خانوادۀ عثمان اسماعیلی در پیگیری برای درمان وی اعلام کردند که پزشکی قانونی سنندج وضعیت او را «اورژانسی» توصیف کرده‌است. این کمپین همچنین در ۱۹ بهمن ۱۴۰۲ در بیانیه‌ای اعلام کرد که نهادهای امنیتی و قضایی از معالجۀ عثمان اسماعیلی ممانعت می‌کنند و این موضوع را «پروژۀ مرگ تدریجی» عثمان اسماعیلی نامید که از سوی نهادهای امنیتی دنبال می‌شود.